# Conus stupella
Espèce
Statut de conservation UICN

 LC  : Préoccupation mineure
Conus stupella est une espèce de mollusques gastéropodes marins de la famille des Conidae.
Comme toutes les espèces du genre Conus, ces escargots sont prédateurs et venimeux. Ils sont capables de « piquer » les humains et doivent donc être manipulés avec précaution, voire pas du tout.

## Description
La taille de la coquille varie entre 54 mm et 98 mm.

## Distribution
Cette espèce marine est présente au large du Sud du Japon, de Taiwan, des Philippines et du Vietnam.

### Niveau de risque d’extinction de l’espèce
Selon l'analyse de l'UICN réalisée en 2011 pour la définition du niveau de risque d'extinction, cette espèce est distribuée du Japon vers le sud jusqu'aux Philippines. Bien que rare, elle peut être commune dans certaines parties de son aire de répartition. Elle a une large gamme de profondeur. Il n'y a pas de menaces majeures connues pour cette espèce. Nous l'avons inscrite dans la catégorie préoccupation mineure.

## Taxonomie

### Publication originale
L'espèce Conus stupella a été décrite pour la première fois en 1956 par le malacologiste japonais Tokubei Kuroda dans « Venus »,.

### Synonymes
- Conus (Turriconus) stupella (Kuroda, 1956) · appellation alternative
- Embrikena stupella Kuroda, 1956 · non accepté (combinaison originale)
- Kurodaconus stupella (Kuroda, 1956) · non accepté
- Turriconus (Kurodaconus) stupella (Kuroda, 1956) · non accepté